# طه البستاني
وهو أبو همام طه بن محمد بن نوري بن قاسم البستاني، خطاط وفنان ومزخرف بغدادي عراقي معروف، ولد في بغداد عام 1369هـ/1950م، وفيها أكمل دراسته الأولية، ثم ألتحق بمعهد الفنون الجميلة في قسم الزخرفة والخط وتخرج عام 1978م، وتتلمذ في أصول الخط العربي على يد الأستاذ الدكتور صلاح شيرزاد والأستاذ صادق الدوري وشيخ الخطاطين الحاج مهدي الجبوري، وكان للدكتور سلمان الخطاط دور كبير في حياته الفنية. من أبرز طلابه في الزخرفة الخطاط والمزخرف رسول الزرگـاني، ودَرَّس البستاني الخط والزخرفة في معهد الفنون الجميلة منذ عام 1986م ولغاية عام 1995م. ثم عمل في وزارة التربية وكما قام بصيانة اللوحات الفنية في المركز الإقليمي لصيانة الممتلكات الثقافية في العراق.
وضع الخطاط طه النقوش والزخارف لبعض الجوامع في العراق ومنها جامع عنه الجديد، وزينت خطوطه الكثير من جدران المساجد في بغداد ومنها مسجد فخام الدين أنيس في الأعظمية، وجامع الوفائية في بغداد، ولهُ مؤلف مخطوط وهو ترجمة لكتاب باللغة التركية عن سيرة حياة الخطاطين الأتراك في الحقبة المتأخرة، ولهُ مؤلف ثان ما زال تحت التأليف، كما صمم الزخارف والنقوش لمصحف طبع في عام 1979م، في مؤسسة(لوزا) في ألمانيا الغربية، وهذا المصحف غير المصحف الذي طبعته وزارة الأوقاف العراقية في ألمانيا الغربية لنفس العام والذي كان بأشراف الخطاط هاشم محمد البغدادي، ثم أشرف على الطبعة الثانية الخطاط الأستاذ صلاح شيرزاد، ولقد عمل رئيساً لقسم تصميم الكتب المدرسية في المديرية العامة للمناهج والوسائل التعليمية في وزارة التربية العراقية، وعمل محاضراً في الدورات التي كانت تقام في مركز بغداد للفنون (دار صدام للمخطوطات) آنذاك، وأسس قسم التذهيب والزخرفة فيه، وأعماله الفنية مقتناة في مختلف دول العالم (دول المغرب العربي ومصر ولبنان وسورية والأردن والبحرين ولندن والسويد وفرنسا والإمارات).

## مؤلفاته
- الخطاطين الأتراك في الحقبة المتأخرة - مؤلف (مخطوط) - ترجمة لكتاب باللغة التركية.
- المباديء العامة للزخرفة، الأسرار والأساليب - مخطوط لم يطبع.

## المعارض الشخصية
- المعرض الشخصي الأول على قاعة المركز الملكي في عمان سنة 1992.
- المعرض الشخصي الثاني على قاعة المرسم الحر الجامعة الأردنية سنة 1992.
- المعرض الشخصي الثالث كاليري عالية للفنون في عمان 1993.
- المعرض الشخصي الرابع على قاعة كوديا في بغداد 1996.
- المعرض الشخصي الخامس على قاعة الدروبي في بغداد 2001.

## المشاركات
- معرض جمعية الخطاطين العراقيين / قاعة الإناء –  بغداد 1996.
- معرض جمعية الخطاطين العراقيين بالتعاون مع جمعية الخطاطين الأردنيين في عمان – قاعة  المركز الملكي - 4 نيسان 1996 .
- المعرض السنوي الرابع لفن الخط العربي –  قاعة الفنون التشكيلية –  دار الأوبرا  1 نيسان 1995 –  جمهورية مصر العربية.
- المهرجانات العالمية للخط والزخرفة الإسلامية في بغداد وعلى قاعة مركز بغداد للفنون (مركز صدام للفنون) سابقاً.
- معرض يوم بغداد على قاعة مركز بغداد للفنون (مركز صدام للفنون) سابقاً.
- مهرجان دار السلام الثاني للخط العربي والزخرفة الإسلامية –(مركز بغداد للفنون)
- معرض الخط العربي بمناسبة الأحتفالية الدولية (الذكرى المئوية الثانية عشر) لبيت الحكمة وعلى قاعات القصر العباسي بالتعاون مع منظمة اليونسكو 2000.
- معرض المرئي والمسموع الدورة الرابعة – متحف الشارقة للفترة من 27/11/2001  إلى 31/12/2001.
- معرض المرئي والمسموع – الدورة الخامسة – متحف الشارقة.

## الجوائز
- مهرجان بغداد العالمي الأول للخط العربي والزخرفة الإسلامية – بغداد  1988 (جائزة تقديرية).
- مهرجان بعداد العالمي الثاني (جائزة تقديرية).
- مهرجان بعداد العالمي الثالث (تم تكريمه ضمن الرعيل الثاني من الرواد).
- مهرجان دار السلام الثاني للخط العربي والزخرفة الإسلامية (جائزة المهرجان)،
- الجائزة الأولى لمعرض يوم بغداد.